# Окоале (Алба)
Окоале (рум. Ocoale) насеље је у Румунији у округу Алба у општини Гарда де Сус. Oпштина се налази на надморској висини од 1217 m.

## Становништво
Према подацима из 2002. године у насељу је живело 277 становника, од којих су сви румунске националности.